# Bureau voor Management en Budget

Zegel van de Office of Management and Budget

Het Bureau voor Management en Budget (Office of Management and Budget) (OMB) is het grootste onderdeel van het Executive Office of the President of the United States (EOP). De directeur van het OMB is een lid van het kabinet van de president. De belangrijkste taak van het OMB is het bijhouden van de begroting. Ook moet het OMB de kwaliteit en het beleid van de president bijhouden.
| Nr.           | Ambtsbekleder              | Ambtsbekleder          | Ambtsbekleder                  | Ambtstermijn             | Ambtstermijn      | Partij(en)   | President(en)                         | Kabinet(en)    |
| ------------- | -------------------------- | ---------------------- | ------------------------------ | ------------------------ | ----------------- | ------------ | ------------------------------------- | -------------- |
| 1             |                            | Charles Dawes          | Charles Dawes (1865–1951)      | 20 juni 1921             | 1 juli 1922       | R            | Warren Harding (1921–1923)            | Harding        |
| 2             |                            | Herbert Lord           | Herbert Lord (1859–1930)       | 1 juli 1922              | 31 mei 1929       | R            | Warren Harding (1921–1923)            | Harding        |
| 2             |                            | Herbert Lord           | Herbert Lord (1859–1930)       | 1 juli 1922              | 31 mei 1929       | R            | Calvin Coolidge (1923–1929)           | Coolidge       |
| 2             | Herbert Hoover (1929–1933) | Herbert Lord           | Herbert Lord (1859–1930)       | 1 juli 1922              | 31 mei 1929       | R            | Hoover                                |                |
| Vacant        | Herbert Hoover (1929–1933) |                        |                                |                          |                   |              | Hoover                                |                |
| 3             | Herbert Hoover (1929–1933) |                        |                                | Clawson Roop (1888–1972) | 15 augustus 1929  | 4 maart 1933 | Hoover                                | R              |
| 4             |                            | Lewis Douglas          | Lewis Douglas (1894–1974)      | 4 maart 1933             | 31 augustus 1934  | D            | Franklin Delano Roosevelt (1933–1945) | F.D. Roosevelt |
| 5             |                            | Daniel Bell            | Daniel Bell (1891–1971)        | 31 augustus 1934         | 15 april 1939     | D            | Franklin Delano Roosevelt (1933–1945) | F.D. Roosevelt |
| 6             |                            | Harold Smith           | Harold Smith (1898–1947)       | 15 april 1939            | 19 juni 1946      | D            | Franklin Delano Roosevelt (1933–1945) | F.D. Roosevelt |
| 6             |                            | Harold Smith           | Harold Smith (1898–1947)       | 15 april 1939            | 19 juni 1946      | D            | Harry S. Truman (1946–1953)           | Truman         |
| 7             |                            | James Webb             | James Webb (1906–1992)         | 19 juni 1946             | 1 februari 1949   | D            | Harry S. Truman (1946–1953)           | Truman         |
| 8             |                            | Frank Pace             | Frank Pace (1912–1988)         | 1 februari 1949          | 13 april 1950     | D            | Harry S. Truman (1946–1953)           | Truman         |
| 9             |                            | Frederick Lawton       | Frederick Lawton (1900–1975)   | 13 april 1950            | 20 januari 1953   | D            | Harry S. Truman (1946–1953)           | Truman         |
| 10            |                            |                        | Joseph Dodge (1890–1964)       | 20 januari 1953          | 15 april 1954     | R            | Dwight D. Eisenhower (1953–1961)      | Eisenhower     |
| 11            |                            |                        | Rowland Hughes (1896–1957)     | 15 april 1954            | 1 april 1956      | R            | Dwight D. Eisenhower (1953–1961)      | Eisenhower     |
| 12            |                            |                        | Percival Brundage (1892–1979)  | 1 april 1956             | 18 maart 1958     | R            | Dwight D. Eisenhower (1953–1961)      | Eisenhower     |
| 13            |                            | Maurice Stans          | Maurice Stans (1908–1998)      | 18 maart 1958            | 20 januari 1961   | R            | Dwight D. Eisenhower (1953–1961)      | Eisenhower     |
| 14            |                            | David Elliott Bell     | David Elliott Bell (1919–2000) | 20 januari 1961          | 20 december 1962  | D            | John F. Kennedy (1961–1963)           | Kennedy        |
| 15            |                            | Kermit Gordon          | Kermit Gordon (1916–1976)      | 20 december 1962         | 1 juni 1965       | D            | John F. Kennedy (1961–1963)           | Kennedy        |
| 15            |                            | Kermit Gordon          | Kermit Gordon (1916–1976)      | 20 december 1962         | 1 juni 1965       | D            | Lyndon B. Johnson (1963–1969)         | L.B. Johnson   |
| 16            |                            | Charles Schultze       | Charles Schultze (1924–2016)   | 1 juni 1965              | 28 januari 1968   | D            | Lyndon B. Johnson (1963–1969)         | L.B. Johnson   |
| 17            |                            | Charles Zwick          | Charles Zwick (1926–2018)      | 28 januari 1968          | 20 januari 1969   | D            | Lyndon B. Johnson (1963–1969)         | L.B. Johnson   |
| 18            |                            |                        | Bob Mayo (1916–2003)           | 20 januari 1969          | 1 juli 1970       | R            | Richard Nixon (1969–1974)             | Nixon          |
| 19            |                            | George Shultz          | George Shultz (1920–2021)      | 1 juli 1970              | 12 juni 1972      | R            | Richard Nixon (1969–1974)             | Nixon          |
| 20            |                            | Caspar Weinberger      | Caspar Weinberger (1917–2006)  | 12 juni 1972             | 30 januari 1973   | R            | Richard Nixon (1969–1974)             | Nixon          |
| 21            |                            | Roy Ash                | Roy Ash (1918–2011)            | 30 januari 1973          | 3 februari 1975   | O            | Richard Nixon (1969–1974)             | Nixon          |
| 21            |                            | Roy Ash                | Roy Ash (1918–2011)            | 30 januari 1973          | 3 februari 1975   | O            | Gerald Ford (1974–1977)               | Ford           |
| 22            |                            | James Lynn             | James Lynn (1927–2010)         | 3 februari 1975          | 20 januari 1977   | R            | Gerald Ford (1974–1977)               | Ford           |
| 23            |                            | Bert Lance             | Bert Lance (1931–2015)         | 20 januari 1977          | 24 september 1977 | D            | Jimmy Carter (1977–1981)              | Carter         |
| 24            |                            | Jim McIntyre           | Jim McIntyre (1940)            | 24 september 1977        | 20 januari 1981   | D            | Jimmy Carter (1977–1981)              | Carter         |
| 25            |                            | David Stockman         | David Stockman (1946)          | 20 januari 1981          | 1 augustus 1985   | R            | Ronald Reagan (1981–1989)             | Reagan         |
| 26            |                            | Jim Miller             | Jim Miller (1942)              | 1 augustus 1985          | 16 oktober 1988   | R            | Ronald Reagan (1981–1989)             | Reagan         |
| 27            |                            | Joe Wright             | Joe Wright (1938)              | 16 oktober 1988          | 20 januari 1989   | R            | Ronald Reagan (1981–1989)             | Reagan         |
| 28            |                            | Richard Darman         | Richard Darman (1943–2008)     | 20 januari 1989          | 20 januari 1993   | R            | George H.W. Bush (1989–1993)          | G.H.W. Bush    |
| 29            |                            | Leon Panetta           | Leon Panetta (1938)            | 20 januari 1993          | 17 oktober 1994   | D            | Bill Clinton (1993–2001)              | Clinton        |
| 30            |                            | Alice Rivlin           | Alice Rivlin (1931–2019)       | 17 oktober 1994          | 26 april 1996     | D            | Bill Clinton (1993–2001)              | Clinton        |
| 31            |                            | Frank Raines           | Frank Raines (1949)            | 26 april 1996            | 21 mei 1998       | D            | Bill Clinton (1993–2001)              | Clinton        |
| 32            |                            | Jack Lew               | Jack Lew (1955)                | 21 mei 1998              | 20 januari 2001   | D            | Bill Clinton (1993–2001)              | Clinton        |
| 33            |                            | Mitch Daniels          | Mitch Daniels (1949)           | 20 januari 2001          | 6 juni 2003       | R            | George W. Bush (2001–2009)            | G.W. Bush      |
| 34            |                            | Josh Bolten            | Josh Bolten (1954)             | 6 juni 2003              | 14 april 2006     | R            | George W. Bush (2001–2009)            | G.W. Bush      |
| Vacant        |                            |                        |                                |                          |                   |              | George W. Bush (2001–2009)            | G.W. Bush      |
| 35            |                            | Rob Portman            | Rob Portman (1955)             | 26 mei 2006              | 19 juni 2007      | R            | George W. Bush (2001–2009)            | G.W. Bush      |
| Vacant        |                            |                        |                                |                          |                   |              | George W. Bush (2001–2009)            | G.W. Bush      |
| 36            |                            | Jim Nussle             | Jim Nussle (1960)              | 4 september 2007         | 20 januari 2009   | R            | George W. Bush (2001–2009)            | G.W. Bush      |
| 37            |                            | Peter Orszag           | Peter Orszag (1968)            | 20 januari 2009          | 30 juli 2010      | D            | Barack Obama (2009–2017)              | Obama          |
| [ 10 ]        |                            | Jeff Zients            | Jeff Zients (1966)             | 30 juli 2010             | 18 november 2010  | D            | Barack Obama (2009–2017)              | Obama          |
| 38            |                            | Jack Lew               | Jack Lew (1955)                | 18 november 2010         | 27 januari 2012   | D            | Barack Obama (2009–2017)              | Obama          |
| [ 10 ]        |                            | Jeff Zients            | Jeff Zients (1966)             | 27 januari 2012          | 24 april 2013     | D            | Barack Obama (2009–2017)              | Obama          |
| 39            |                            | Sylvia Mathews Burwell | Sylvia Mathews Burwell (1965)  | 24 april 2013            | 9 juni 2014       | D            | Barack Obama (2009–2017)              | Obama          |
| [ 10 ]        |                            | Brian Deese            | Brian Deese (1978)             | 9 juni 2014              | 28 juli 2014      | D            | Barack Obama (2009–2017)              | Obama          |
| 40            |                            | Shaun Donovan          | Shaun Donovan (1966)           | 28 juli 2014             | 20 januari 2017   | D            | Barack Obama (2009–2017)              | Obama          |
| [ 10 ]        |                            | Mark Sandy             | Mark Sandy (1964)              | 20 januari 2017          | 16 februari 2017  | O            | Donald Trump (2017–2021)              | Trump I        |
| 41            |                            | Mick Mulvaney          | Mick Mulvaney (1967)           | 16 februari 2017         | 31 maart 2020     | R            | Donald Trump (2017–2021)              | Trump I        |
| [ 10 ] [ 12 ] |                            | Russ Vought            | Russ Vought (1976)             | 2 januari 2019           | 31 maart 2020     | R            | Donald Trump (2017–2021)              | Trump I        |
| 42            | 31 maart 2020              | Russ Vought            | Russ Vought (1976)             | 20 januari 2021          |                   | R            | Donald Trump (2017–2021)              | Trump I        |
| [ 10 ]        |                            |                        | Rob Fairweather (1949)         | 20 januari 2021          | 24 maart 2021     | O            | Joe Biden (2021–2025)                 | Biden          |
| [ 10 ]        |                            | Shalanda Young         | Shalanda Young (1978)          | 24 maart 2021            | 17 maart 2022     | D            | Joe Biden (2021–2025)                 | Biden          |
| 43            | 17 maart 2022              | Shalanda Young         | Shalanda Young (1978)          | 20 januari 2025          |                   | D            | Joe Biden (2021–2025)                 | Biden          |
| [ 10 ]        |                            |                        | Matt Vaeth                     | 20 januari 2025          | 7 februari 2025   | O            | Donald Trump (2025–heden)             | Trump II       |
| 44            |                            | Russ Vought            | Russ Vought (1976)             | 7 februari 2025          | heden             | R            | Donald Trump (2025–heden)             | Trump II       |